# اچینومیسین
اچینومیسین (به انگلیسی: Echinomycin) با فرمول شیمیایی C51H64N12O12S2 یک ترکیب شیمیایی با شناسه پاب‌کم 3197 است. که جرم مولی آن ۱۱۰۱٫۲۶ گرم بر مول می‌باشد. 